# 斎藤洋明
斎藤 洋明（さいとう ひろあき、1976年〈昭和51年〉12月8日 - ）は、日本の政治家、官僚。自由民主党所属の衆議院議員（5期）、財務副大臣。本名は齋藤 洋明（読み同じ）。

## 来歴

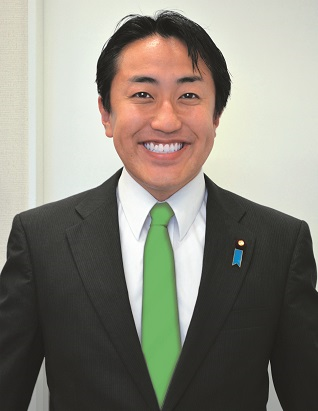
2019年、総務大臣政務官時に公表された肖像

新潟県岩船郡神林村（現村上市）生まれ。神林村立平林小学校、神林村立平林中学校（現村上市立平林中学校）、新潟県立中条高等学校、学習院大学法学部政治学科卒業。神戸大学大学院国際協力研究科博士前期課程（地域協力政策専攻）修了。大学院修了後、内閣府公正取引委員会事務総局入局。内閣府参事官補佐や公正取引委員会の職員等を務めた。
2012年、第46回衆議院議員総選挙に新潟3区から自由民主党公認で出馬。日本テレビが一度、民主党前職の黒岩宇洋の当選確実を誤報したが、新潟3区で黒岩を破り、初当選した。2014年の第47回衆議院議員総選挙では、新潟3区で前回下した黒岩に敗れ、重複立候補していた比例北陸信越ブロックで復活し、再選。
2017年の第48回衆議院議員総選挙では黒岩に50票差で敗れ、歴代1位の惜敗率の高さ（99.947%）で復活当選した。今回は朝日新聞、テレビ朝日、TBSが斎藤の当選確実を誤報した。
2019年9月13日、第4次安倍第2次改造内閣で総務大臣政務官（担務は地方行政、地方財政、地方税制、消防に関する事務）に就任。
2021年10月31日の第49回衆議院議員総選挙では、黒岩に小選挙区で勝利し、4選。
2024年8月19日、小林鷹之は国会内で記者会見を開き、任期満了に伴う自由民主党総裁選挙に立候補する意向を表明。記者会見には斎藤ら24人の国会議員が同席した。
同年9月12日、自民党総裁選が告示され、9人が立候補した。斎藤は同じ麻生派の河野太郎ではなく、小林の推薦人に名を連ねた。投票日前日の9月26日夜、麻生派幹部6人は都内のホテルに集まり、決選投票に高市早苗が残った場合は高市を支持する方針を決定した。会長の麻生太郎はさらに踏み込み、河野などの陣営に入っていた派閥メンバーに対し、側近議員を通じて「1回目の投票から高市に入れろ」と指示を飛ばした。同日22時半頃、産経新聞は、麻生が1回目の投票から高市を支援するよう自派閥の議員に指示を出したことをスクープした。9月27日総裁選執行。麻生は昼頃まで、自派閥で他候補の推薦人に名を連ねる議員にまで電話をかけ「1回目から高市で頼む」と訴えた。高市は1回目の議員投票で、報道各社の事前調査での30～40票を大きく上回る72票を獲得した。党員数と合わせた得票数は1位だったが、決選投票で石破茂に敗れた。斎藤は1回目は小林に投じ、決選投票では高市に投じた。
2024年10月27日の第50回衆議院議員総選挙では、黒岩に小選挙区で敗れたが比例復活で5選。

## 政策・主張

### 憲法
- 憲法改正について、2021年のアンケートで「賛成」と回答[18]。
- 憲法9条への自衛隊の明記について、2021年のアンケートで「賛成」と回答[19]。
- 憲法を改正し緊急事態条項を設けることについて、2021年の毎日新聞社のアンケートで「賛成」と回答[20]。

### 外交・安全保障
- 「他国からの攻撃が予想される場合には敵基地攻撃もためらうべきではない」との問題提起に対し、2021年のアンケートで「どちらかと言えば賛成」と回答[18]。
- 「北朝鮮に対しては対話よりも圧力を優先すべきだ」との問題提起に対し、2021年のアンケートで「どちらかと言えば賛成」と回答[18]。
- 普天間基地の辺野古移設について、2021年のアンケートで「どちらかと言えば賛成」と回答[18]。
- 従軍慰安婦に対する旧日本軍の関与を認めた「河野談話」の見直し論議について、2014年の毎日新聞社のアンケートで「見直すべきだ」と回答[21]。

### ジェンダー
- 選択的夫婦別姓制度導入について、2021年のアンケートで「反対」と回答[18]。
- 2021年1月、選択的夫婦別姓の導入反対を求める文書を地方議会議長に郵送した（後述）[22]。
- 同性婚を可能とする法改正について、2021年のアンケートで「反対」と回答[18]。
- 「LGBTなど性的少数者をめぐる理解増進法案を早期に成立させるべきか」との問題提起に対し、2021年のアンケートで「どちらかと言えば賛成」と回答[18]。
- クオータ制の導入について、2021年のアンケートで「どちらかといえば反対」と回答[19]。

### その他
- 「原子力発電への依存度について今後どうするべきか」との問題提起に対し、2021年のアンケートで「現状を維持すべき」と回答[19]。
- 新型コロナウイルス対策として、消費税率の一時的な引き下げについて、「必要でない」と回答[19]。
- 森友学園への国有地売却をめぐる公文書改竄問題で、2021年5月6日、国は「赤木ファイル」の存在を初めて認めた[23]。しかし5月13日、菅義偉首相はファイルの存在を踏まえた再調査を行わない考えを報道各社に書面で示した[24]。9月の自民党総裁選挙で総裁に選出された岸田文雄も10月11日、衆議院本会議の代表質問で再調査の実施を否定した[25]。国の対応をどう考えるかとの同年の毎日新聞社のアンケートに対し回答しなかった[20]。
- 「『道徳』を小中学校の授業で教え、子供を評価することに賛成か、反対か」との問いに対し、2014年の毎日新聞社のアンケートで「賛成」と回答[21]。

## 人物

### 統一教会との関係
- 2018年7月21日、世界平和統一家庭連合（旧統一教会）の関連団体「天宙平和連合」が主催する自転車イベント「ピースロード」に出席した[26][27]。
- 2021年6月11日、天宙平和連合が創設した世界平和国会議員連合の日本の議員連盟「日本・世界平和議員連合懇談会」の総会が衆議院第一議員会館で開催。斎藤を含む20人の国会議員が出席した[28]。同議連は前年に設立された団体で、初代会長は大野功統だった[29][30]。総会で会長に選出された原田義昭は6月15日、フェイスブックにその旨を記載するとともに、出席議員と国際勝共連合会長の梶栗正義がガッツポーズをする写真を掲載した[28][30]。翌16日、原田は投稿から写真だけ削除した[31]。教団は同年10月の衆院選に立候補した議連参加者を支援し、電話かけなどを熱心に行った[28]。
- 2022年6月13日、「日本・世界平和議員連合懇談会」は総会を開催。斎藤は幹事に就任した。顧問である国際勝共連合会長の梶栗が講演をし、講演の際、統一教会の関連団体「平和政策研究所（IPP）」が発行する「政策情報レポート」が配られた。総会資料のアンケート用紙には、梶栗が会長を務める統一教会の友好団体「世界平和連合」に関する記述があり、「次期参議院選挙の地方区で、世界平和連合の応援を希望する議員がおられればお書き下さい」と書かれてあった[32]。
- 同年10月20日、朝日新聞のスクープにより、教団の関連団体の「世界平和連合」と「平和大使協議会」が2021年の衆院選と2022年の参院選の際、数十人の自民党議員に対し「推薦確認書」を提示し、署名を求めていたことが明らかとされた[33]。こうした政策への賛同のほか、「『基本理念セミナー』への参加」を求めた[33]。「推薦確認書」という文書名は同じだが、議員によって示された政策の項目が違うものもあった[33]。提示された議員によると、平和連合側は文書を公表しないことを約束したという[33]。推薦確認書は下記の5つの項目から成り、事実上の「政策協定」であった[33][34]。「憲法を改正し、安全保障体制を強化すること」
「家庭教育支援法と青少年健全育成基本法の国会での制定に取り組むこと」
「LGBT問題、同性婚合法化などに関しては慎重に扱うこと」
「『日韓トンネル』の実現を推進すること」
「国内外の共産主義勢力、文化共産主義勢力などの攻勢を阻止すること」政策協定とは、団体や組織が立候補者を支持する見返りに、立候補者はその団体や組織が掲げる政策に賛同するという双方が見返りを求める内容の協定である。そしてその立候補者が当選した際には、議会等でその団体や組織の政策を主張するというものであり、選挙に勝つために一般的に行われているものである[35]。ただし政策協定は立候補者は当選する為の支持が欲しい為、支持する団体や組織の立場が強くなりがちであることが問題となると言われる[35]。
  - 同年11月、朝日新聞社は全国会議員を対象に推薦確認書のやり取りをたずねるアンケートを実施した[36]。当該アンケートにより、斎藤洋明、大串正樹、山田賢司、深澤陽一の4人が推薦確認書に署名したことを認めた[37]。2021年夏以降、斉藤を支援する教団信者は斎藤の地元事務所へ推薦確認書を持参し、斎藤はこれに署名した[38][39]。盛山正仁も推薦確認書に署名していた[40]。

### その他
- 2021年1月30日、斎藤ら自民党国会議員有志50人は、47都道府県議会議長のうち同党所属の約40人に、選択的夫婦別姓の導入に賛同する意見書を採択しないよう求める文書を郵送した。地方議員や市民団体は、地方議会の独立性を脅かす行為だとして斎藤らを批判した[22][41][42][43][44]。

## 所属団体・議員連盟
- 自民党たばこ議員連盟[45]
- 日本会議国会議員懇談会
- 神道政治連盟国会議員懇談会
- みんなで靖国神社に参拝する国会議員の会
- TPP交渉における国益を守り抜く会

## 選挙歴
| 当落 | 選挙                   | 執行日         | 年齢 | 選挙区      | 政党       | 得票数     | 得票率 | 定数 | 得票順位 /候補者数 | 政党内比例順位 /政党当選者数 |
| ---- | ---------------------- | -------------- | ---- | ----------- | ---------- | ---------- | ------ | ---- | ------------------ | ---------------------------- |
| 当   | 第46回衆議院議員総選挙 | 2012年12月16日 | 36   | 新潟県第3区 | 自由民主党 | 9万2280票  | 50.16% | 1    | 1/4                | /                            |
| 比当 | 第47回衆議院議員総選挙 | 2014年12月14日 | 38   | 新潟県第3区 | 自由民主党 | 7万4319票  | 44.20% | 1    | 2/3                | 2/5                          |
| 比当 | 第48回衆議院議員総選挙 | 2017年10月22日 | 40   | 新潟県第3区 | 自由民主党 | 9万5594票  | 49.12% | 1    | 2/3                | 3/5                          |
| 当   | 第49回衆議院議員総選挙 | 2021年10月31日 | 44   | 新潟県第3区 | 自由民主党 | 10万2564票 | 53.16% | 1    | 1/2                | /                            |
| 比当 | 第50回衆議院議員総選挙 | 2024年10月27日 | 47   | 新潟県第3区 | 自由民主党 | 9万5594票  | 49.12% | 1    | 2/3                | 2/4                          |